# Рифтери (трилогія)
«Рифтери» (англ. Rifters) — цикл науково-фантастичних романів канадського письменника Пітера Воттса із трьох частин: Морська зірка (англ. Starfish, 1999 р.), Вир (англ. Maelstrom, 2001 р.), βегемот (англ. βehemoth, 2004 р.). Останній роман разділено на 2 частини — «Бета-макс» та «Сеппуку», которые в оригинале были изданы в формате отдельных книг из коммерческих соображений. Українською мовою романи було перекладено Євгеном Онуфрієнко й видано у Видавництві Жупанського: 2023 року — Морська зірка; 2024 року — Вир та βегемот.

## Сюжет
Події розгортаються в недалекому майбутньому — приблизно в середині XXI століття, за іншими оцінками, трохи пізніше — у XXII—XXIV століттях.
Організм на основі піранозильної РНК, що зародився понад 2 мільярди років тому, мешкає на дні Тихого океану в гідротермальному джерелі Ченнер на хребті Хуан-де-Фука, але його поширення стримує температурний бар'єр на цій глибині. Ситуація змінюється, коли глобальний енергетичний конгломерат «Енергомережа Н'АмПасифік» (англ. N'Am-Pac Grid Authority) зводить на цьому рифті геотермальну електростанцію «Біб» (англ. Beebe). Люди, які обслуговують роботу станції, стають перехідною фазою для поширення організму за межі його вузької екологічної ніші: спочатку він проникає в їхні тіла (які створюють достатньо тепле середовище), а потім разом із ними — в екосистему поверхні Землі. Організм, здатний отримувати поживні речовини з різних джерел і маючи винятково швидкий метаболізм, стрімко розмножується й заражає екосистему. Він також долає біологічно-механічний бар'єр і заражає глобальну комп'ютерну мережу «Водоворот», перетворюючи її на неконтрольовану масу інформаційного сміття й вірусів («дику фауну»). Люди, виявивши організм, називають його «Бетагемот» (βегемот) і, зрозумівши його руйнівну дію на життя, засноване на ДНК, розгортають боротьбу проти нього.

### Морська зірка
Для забезпечення безпеки й виживання обслуговуючого персоналу станції на смертельно небезпечних для звичайної людини глибинах цих працівників піддають біоінженерним і генетичним модифікаціям: замінюють одне з легень складним апаратом для дихання під водою, додають модулятор голосу, контактні лінзи для поліпшення сприйняття світла, гідрокостюми, а також гени, що кодують білки, адаптовані для цього середовища. Фактично вони стають кіборгами. Їх називають «Рифтерами», що й дало назву трилогії.
Через необхідність довгої роботи без контактів із людьми підбирають персонал зі специфічними психологічними характеристиками — тих, хто звик жити в постійному стресі, і для кого таке середовище здається оптимальним. Для рифтерів життя поблизу дна океану в повній ізоляції стає джерелом захищеності, недоступної на Землі. Однак така ізоляція супроводжується небезпеками, зокрема з боку колег, адже всі вони мають психологічні проблеми й складне минуле (жертви насильства, учасники воєн, злочинці). При цьому відносини між ними складаються вкрай складно. Проте найголовнішою небезпекою є смертельний вірус. У спробі ізолювати носіїв вірусу «Енергомережа» знищує станцію вибухом. У фіналі виживають лише Ленні Кларк і Кен Лабін. Тіло Ленні стає носієм вірусу, коли вона вибирається на поверхню.

### Вир
Вибух провокує катастрофічні землетруси й цунамі. На західному узбережжі Північної Америки, куди потрапляє Ленні Кларк, панує хаос. Його загострює епідемія, джерело якої Ленні носить у своєму тілі й поширює по світу, одержима жагою помсти. Вона дізнається, що її спогади про пережите насильство були фальшивими й штучно імплантованими. Для боротьби з епідемією й екологічною катастрофою створюють відділ швидкого реагування — «Управління з ліквідації нестабільності комплексних систем» (УЛН). У Північній Америці вводять суворий карантин, а біженців утримують у великому гетто уздовж узбережжя — «Смузі», де їх контролюють за допомогою препаратів. Отдельные области выжигаются дотла вместе со всем живым, что подверглось заражению. Уряди та глобальні корпорації, що неспроможні через нескінченні розбіжності діяти спільно, передають ухвалення більшості важливих рішень штучному інтелекту.
Ленні Кларк стає втіленням культу Мадонни Руйнування й утворює зв'язок із непідвладним людству «Виром». Разом вони утворюють синергічну руйнівну силу, що захищає Ленні від переслідувачів, таких як Кен Лабін, агентів УЛН Ахілла Дежаржена та Су-Хон Перро, а також оператора бота-утихомирювача «Н'АмПасифік».
Привілейовані співробітники «Енергомережі» організовують глибоководний притулок, «Атлантида», куди слідує за ними і Ленні Кларк.

### βегемот
Через 5 років між рифтерами й працівниками «Енергомережі» встановлюється крихке перемир'я. Вони змушені спільно виживати на глибині через епідемію, хоча рифтерам важко пробачити «корпам» (зневажлива назва) за їхні дії, подібно до творіння Франкенштейна, а «корпи» бояться рифтерів як постійного нагадування про беззахисність їхніх власних тіл перед середовищем. Виявляються ознаки зараження ще більш небезпечним вірусом — Бета-макс. Рифтери звинувачують «корпів» у спробі знищити їх за допомогою цього вірусу. Ленні Кларк і Кен Лабін з'ясовують, що вірус справді був створений і поширений штучно, але не «корпами»; хтось у «Н'АмПасифік» дізнається про існування «Атлантиди». Герої змушені знову перебратися на сушу Північноамериканського континенту, де УЛН ще продовжує свою діяльність, яка може лише відтермінувати неминуче. Для боротьби з βегемотом впроваджується новий засіб, названий «Сеппуку», який, можливо, несе потенційні ризики, пов'язані зі зміною генетичного коду. Останнім форпостом УЛН командує Ахілл Дежарден; йому відомо, що «Сеппуку» поступово самознищується в організмі після знищення βегемота, не призводячи до смерті, але він приховує це, оскільки це загрожує його владі. Під впливом каяття Ленні намагається брати участь у заходах із порятунку від пандемії. У фіналі разом із Кеном вони вирушають на штурм позицій Ахілла.
Розподіл частини на дві книги виконано лише за вимогою видавців, проте це підкреслюється стилістично: для більшості сцен першої книги, дія яких відбувається в океані, використовується теперішній час, тоді як події, що розгортаються на землі (і складають основну частину «Сеппуку»), описуються у минулому часі.

## Персонажі
Ленні Кларк — головна героїня, яка через спогади про сексуальне насильство в дитинстві має величезні труднощі з соціальними контактами, зокрема з колегами-рифтерками на станції «Біб». Спочатку вона справляє враження «першої кандидатки на виліт», і важко повірити, що саме вона стане лідером цієї групи неблагополучних особистостей. Це образ жертви, відкинутої й приниженої, яка, однак, вирішує перестати бути слабкою і завдати удару у відповідь. Ленні уособлює бунт проти несправедливості й безчесності системи. Утім, образ суперечливий, дії героїні непослідовні, часто нелогічні, і їхня мета незрозуміла. Проте Воттс проявляє свій талант у тому, що змушує читача (хоч і не кожного) все ж співпереживати їй, попри все, у чому її звинувачують, одночасно обурюючись через відсутність справедливого покарання для неї.
Кен Лабін — найманий убивця, моральними принципами якого керує «Енергомережа» за допомогою генної інженерії. Деяким читачам він може здатися бездушним убивцею, але він виявляється єдиним, кому Ленні Кларк частково довіряє, і вони зрештою змушені укласти свого роду союз для спільних дій зі спасіння світу.
Ленні й Кен, як і інші рифтери, проходять своєрідне випробування на виживання в екстремальних умовах, і це забезпечується їхньою схильністю до таких умов завдяки пережитому досвіду, який скалічив їхню психіку. Вони самі, як і Бетагемот, є екстремофілами, здатними на неможливе; ця ідея Воттса простежується і в «Сліпобаченні».
Ахілл Дежарден — садист і психопат, нездорові бажання якого спочатку обмежуються віртуальним світом, оскільки його стримує «Трип провини» — штучний біохімічний регулятор почуття моралі, який використовується «Енергомережею» для реалізації своїх дій. Але коли його колега Еліс Джовелланос заражає його антивірусом «Спартак», розраховуючи, що власна совість Ахілла замінить дію «Трипу провини», він втрачає будь-яке відчуття провини і перетворюється на маніяка.
Патриція Роуен — одна з керівників «Енергомережі», відповідальна за її дії, які призводять до численних жертв. Однак вона виправдовує їх, принаймні перед власною совістю, необхідністю уникнення ще гіршої трагедії, і це допомагає читачеві частково зрозуміти її. Образ дочки Патриції, Алікс, з якою зав'язуються близькі стосунки у Ленні, виписаний менш вдало: її слова і вчинки виглядають нехарактерними для дитини й загалом складними для розуміння. Між Ленні і самою Пат також утворюється своєрідний тонкий зв'язок, коли кожна з них відчуває чудовиський тягар провини, що лежить на іншій.
У цілому персонажі, створені Воттсом, є цілісними і мають, як і реальні люди, як позитивні, так і негативні якості, хоча з іншого боку, часто в них залишається мало суто людського, коли поведінка контролюється штучно. Попри велику кількість дійових осіб, вони індивідуальні, включаючи навіть сутності у «Вирі». Деякі критики, однак, звинувачують автора в тому, що герої є непослідовними й непередбачуваними. Вони справді кардинально змінюються від однієї частини трилогії до іншої: Ленні Кларк у «Вирі» стає лиходійкою-протагоністкою, а в «βегемоті» знову перетворюється на позитивного героя, тоді як Ахілл Дежарден із позитивного персонажа у «Вирі» перетворюється у фінальній частині на антагоніста — такий прийом часто використовується в літературі. Водночас низка досить значущих персонажів (Карл Актон, Ів Скенлон) вводиться і виводиться з оповіді досить несподівано й нетипово для літературних канонів.

## Жанрові та художні особливості

### Стиль
Серію «Рифтери» можна віднести до жанру жорсткої наукової фантастики. Наукова складова є невід'ємною частиною сюжету. Ідеї, що лежать в її основі, базуються на сучасних (на момент написання) дослідженнях глибоководних екосистем, тектоніки плит, виникнення життя на Землі, нанобактерій, а також «розумних гелів» та ефекту Ганцфельда. Кожна книга супроводжується списком літератури, який підтверджує наукові питання. У першій книзі список починається зі слів 
Насправді ви здивуєтесь, наскільки багато з вищезгаданого я не вигадав.
Текст насичений характерним науковим та технічним жаргоном, досить уміло використаним Воттсом, який має досвід та освіту у цій сфері. З іншого боку, він ускладнює сприйняття тексту для непідготованого читача.
Темна, позбавлена надії, параноїдальна атмосфера руйнівного світу, нагадує чужий та непривітний світ, переданий у досить реалістичній манері. Це дозволяє віднести трилогію до жанру антиутопії. У ній зображені гіпертрофовані сучасні страхи фантастів: деградація навколишнього середовища, епідемії, комп'ютерні віруси, інформаційні системи, що пригнічують особистість, перенаселення, оруелліанські політичні системи. Втім, структурно від традиційної науково-фантастичної антиутопії, що передбачає революцію, яка знищує звичний світовий порядок, у Воттса революція відбувається на неконтрольованому людиною мікроскопічному, клітинному рівні, причому одночасно на трьох рівнях: у межах групи людей, на землі й у глобальній комп'ютерній мережі, яку у Всесвіті Воттса називають «Maelstrom», тобто шкідливий неконтрольований потік.
Антиутопічність світу, поєднана із присутністю глобальних корпорацій, масового контролю свідомості, кіборгізації (інженерні модифікації людей стають такою ж буденністю, як і ремонт техніки), та іншими проявами технологічного прогресу, а також загальним занепадом, переданим у нуарному стилі, є типовими для жанру кіберпанк. Хімічні модифікації мозку з метою адаптації людей до певних професій і суперкомп'ютери на основі клітин людського мозку є ознаками біопанку..
«Зворотна реконструкція була дуже підступною справою. Без запобіжних заходів відкориговані гени могли змінити мікрофлору кишечника так само легко, як і тканини самого хазяїна, а кишкову паличку з симбіонта перетворити на рак, варто було лише змінити кілька основ. Особливо хитрі бактерії навіть навчилися передавати власні гени вірусним переносникам і таким чином проникали в людські клітини. Дежарден уже ностальгував за старими добрими мікробами, які всього лише харчувалися антибіотиками».
Ідея глобальної загрози життю на Землі, досить типова для стандартного трилера, передана автором в оригінальній традиції, сформованій такими авторами, як Джордж Орвелл і Джон Браннер, у науково-фантастичній історії-застереженні — жанрі, концепція якого має на меті уникнення зображеного у творі майбутнього.

### Основні ідеї та способи їх розкриття
Теми гордині, жадібності, виживання і любові розкриваються в контексті боротьби як людей із природою, так і людей між собою. Природа представлена екосистемою рифту і конкретно Бетагемотом, а людська жадібність і гординя втілені у прагненні «Н'АмПасифік» до максимально вигідного видобутку енергії. Разом із «науковим високомірством» це призводить до глобальної катастрофи. Виживання стає головним лейтмотивом для Бетагемота, коли він разом із Ленні Кларк вибирається на сушу, і для неї самої, і для всього людства. Любов присутня у викривленій формі: емоційний стан героїні не дозволяє їй відрізнити маніпуляцію від справжньої турботи, натяк на яку виникає лише у її стосунках із Алікс, що так і не отримують розвитку, а «Мадонні руйнування» судилося залишатися самотньою. Герої і їхні дії відображають боротьбу гніву з відчаєм у спробах змінити існуючий стан речей:
Краще все зруйнувати та почати спочатку
Це створює похмурий параноїдальний настрій із ледь помітним проблиском надії на порятунок, відчуття світу, де ніщо не постійне, нікому не можна довіряти, а земля в будь-який момент може піти з-під ніг, саме таким є життя для багатьох людей у сучасному світі. Кожен із дійових осіб — і винуватий, і постраждалий одночасно; навіть читач відчуває причетність, розуміючи, що співпереживає героям, відповідальним за мільярди смертей.

Станція «Біб» і укриття працівників Корпорації нагадують в'язницю і водночас є відображенням людської душі, особливо її темної сторони. Жахливі істоти, зазвичай ув'язнені, але вони вириваються, коли тиск життєвих обставин стає нестерпним і все вибухає. Цей вибух символізує і проникнення «βегемота» в недружнє середовище, і жагу помсти Ленні Кларк людям із «Енергомережі» за маніпуляції з її свідомістю. Ленні втілює цю жагу помсти, роблячи її образ ще більш емоційним. Величезні жахливі, які мають при цьому прозорі тіла, жителі глибини символізують непередбачувані життєві обставини. Слова 
Безодня змусить тебе замовкнути
 якими починається перший роман, «Морська зірка», стосуються беззмістовних розмов, які сприймаються як необхідні для встановлення соціальних зв'язків, а далі розгортається опис розплати за цю несерйозність. Сама безодня також є метафорою людського розуму. Воттс показує, наскільки темними можуть бути, скажімо, за прикладом Ахілла Дежардена, його найглибші й найпотаємніші куточки.
У всій серії активно досліджується проблема соціальної відповідальності та виправданості вчинення зла заради уникнення ще більшого зла
Ампутувати частину чи втратити ціле? Жорстоко, але беззаперечно. Убити десятьох заради порятунку сотні?
— це питання, яке ставиться перед нами: якою ціною можна зберегти світ. Автор, здається, підводить нас до необхідності прийняття цього важкого рішення заради загального блага:
Вина вині різниця. Хай у Патриції Роуен на руках кров мільйонів, але заражені області самі собою не очистяться. На кожному кроці потрібні ресурси й рішучість: заблокувати карантинну зону; спрямувати підйомники; випалити. Очистити, змити, повторити. Убий мільйон, щоб врятувати мільярд, убий десяток, рятуючи сотню. Можливо, навіть убий десять людей, щоб урятувати одинадцять — принцип той самий, навіть якщо різниця в результатах менша. Але вся ця механіка не працює сама собою, руку доводиться постійно тримати на кнопці. Роуен, влаштовуючи бійню, ніколи не заплющувала очей на ціну та брала відповідальність на себе.

Це пов'язано з питанням, що таке совість (та свобода волі загалом) і чи має вона виключно біохімічну природу. До якого ступеня людські якості, почуття та здатність керувати ними можна звести до чисто біохімічних процесів? Автор, який активно цікавиться нейробіологією, розкриває цю проблему доволі детально. Маніпуляції рифтера Карла Актона з нейроінгібіторами призводять до змін його особистості та появи екстрасенсорних здібностей. Сексуальний садизм Ахілла Дежардена є наслідком неправильних нейронних зв'язків, що мають генетичну або фізіохімічну природу, а його любов до кішки може бути побічним ефектом біологічного втручання в його організм. Влада всюди використовує препарати для контролю розуму: масову свідомість регулюють за допомогою речовин, які поширюються через автомати з їжею, що їх змушені використовувати мільйони біженців. Виконавці наказів керівництва, включно зі спірними заходами щодо стримування пандемії, підтримуються у впевненості в правильності своїх дій за допомогою «Трипа провини» (вони навіть не можуть задуматися про альтернативні варіанти, тобто такі, за які вони б відчували провину), а «Відпущення гріхів» дає їм змогу не відчувати докорів сумління. «Спартак», антивірус, що усуває вплив «Трипа провини», діє на Дежардена непередбачувано, позбавляючи його навіть початкового почуття провини, але він виправдовує себе тим, що це сталося не з його волі. Тим часом це не відбувається з Кеном Лабіном. Він знає, що позбавлений моралі та здатності відчувати провину, але вирішує «грати за правилами», тобто поводитися так, ніби у нього були й одне, й інше. На противагу їм, Лені Кларк має справжню природну совість, породжену щирим каяттям і бажанням компенсувати шкоду, яку вона завдала раніше (у другій частині трилогії). Поведінка цих трьох персонажів і їхня взаємодія створюють складне мораліте, демонструючи, що неможливо звести людську поведінку лише до хімічних компонентів, хоча вона й ґрунтується на біохімії мозку. 
Декого з читачів цікавить, чи розрізняю я особистість і нейрохімію… Якщо ви не належите до пасхальних віталістів, які вірять, що особистість є породженням неподільної божественної іскри, то не уникнете механістичного погляду на природу людини.
 з жалем зазначає Воттс у примітках до останньої частини трилогії. Попри це, відмінність усе ж простежується доволі чітко. У тому, що справжню людську свідомість не можна створити штучно, письменник стає прихильником аргументів Сьорла — це більш виразно виражено в романі «Сліпобачення».
Ідея штучної свідомості розкривається багатогранно — вона виступає самостійним діючим персонажем трилогії, причому переважно в негативному світлі. «Розумні гелі», запрограмовані для фільтрування складних структур — «дикого життя», надаючи пріоритет простішим — необхідним мережевим даним, екстраполюють цей принцип на земну біосферу, яка є складнішою структурою, ніж βегемот, а отже, менш бажаною. У цьому процесі розвитку Виру, зображеному в класичних традиціях кіберпанку, можна побачити явні аналогії з еволюцією земної біосфери.
Однією з найважливіших тем є відповідальність науки перед суспільством. Людство отримало дедалі більшу владу над технологіями, зокрема біоінженерними, і її слід використовувати обачливо й розумно. Саме ці критичні якості часто відсутні в багатьох сферах сучасного технологічного прогресу. До чого це може призвести в майбутньому, якщо ситуація не зміниться, автор демонструє з жахливою безжальністю.
Мова оповіді насичена не лише науковою термінологією, але й численними епітетами та словами, вигаданими самим Воттсом. Наприклад, цей опис
У цьому самому місці, затиснутому між шарами хвилястої лави й прихованому від цікавих очей «Бібом», спека проникає крізь костюм легким вітерцем… Інші ще не знають про це місце, і вона хоче, щоб так тривало й надалі. Іноді Лені приходить сюди, щоб спостерігати, як конвекційні потоки закручують бруд у ліниві завитки. Навіть розриває ущільнення костюма, занурюючи руки й обличчя у тридцятиградусну воду. Часом вона припливає сюди просто поспати.
передає інформацію про Лені, її ставлення до інших людей і навколишнього середовища на рифі, поступово розкриваючись у процесі читання.
Також вражає фінальний штурм штабу Ахілла Дежардена, подібного до останнього оплоту фортеці Ісенґард серед зруйнованого міського ландшафту.
Насиченість і яскравість авторського стилю, що сприяє створенню антиутопічної атмосфери (клаустрофобії океанічних глибин і глобальної катастрофи на суходолі), критики відзначали як позитивний момент. Водночас інші критикували Воттса за надмірно нелицеприємні сцени сексуального насильства, до яких часто зводиться сюжетна лінія.
У першій частині багато описів, а в останній значно більше діалогів.
Події розгортаються стрімко, хоча їхня динаміка часто позбавлена чіткої спрямованості, а виклад різко перескакує між місцями й сюжетними лініями, що частково збиває читача. До того ж деякі з них залишаються нерозкритими.
Текст кожного роману трилогії поділений на дві частини, кожна з яких складається з глав. У «Морській зірці» глави додатково поділяються на частини. Їхні назви нагадують стиль Джона Браннера.

## Нагороди
Роман «Морська зірка» отримав низку номінацій та відзнак:
- 2000 року був номінований на Меморіальну премію Джона Кемпбелла (англ. John W. Campbell Memorial Award for Best Science Fiction Novel) і був особливо відзначений журі;
- 2000 року висувався на канадську премію «Аврора» (англ. Prix Aurora Awards) в категорії «Велика форма англійською мовою»;
- 2011 року номінувався на французьку премію «Боб Моран» (фр. Prix Bob-Morane) у категорії «Перекладений роман»;
- 2012 року отримав номінацію на вітчизняну премію «Підсумки року» від журналу «Світ Фантастики» (рос. Мир фантастики) у категорії «Книги — Наукова фантастика року».

Третя частина трилогії, «βегемот», у 2014 році зайняла 4-те місце в номінації «Закордонний роман року» польської премії Януша Зайделя, а також була номінована журналом «Світ Фантастики» у категорії «Книги: Найочікуваніша книга» за підсумками 2015 року.
Загалом перша книга трилогії була найкраще сприйнята критиками та читачами, тоді як друга викликала більше розчарування й отримала найбільше негативних відгуків.